# Tonk (ciutat)
Tonk és una ciutat i municipalitat del Rajasthan a uns 100 km de Jaipur (ciutat), a la vora del riu Banas a 26° 10′ N, 75° 47′ E / 26.17°N,75.78°E, capital del districte de Tonk. Fou capital del principat de Tonk. Consta al cens del 2001 amb una població de 135.663 habitants; un segle enrere, el 1901, la població era de 38.759 habitants i abans de 40.726 el 1881 i de 45.944 el 1891, però la fam de 1897 va delmar la població. La ciutat vella està rodejada d'una muralla.
La ciutat hauria estat fundada el 1643 per un braman de nom Bhola. La ciutat moderna s'orienta cap al sud; els barris antics porten els noms dels nawabs. Al sud hi ha la fortalesa de Bhumgarh, i a l'est les restes dels quarters de les forces d'Amir Khan Pindari. El 1901 els musulmans formaven el 53% de la població però després del 1947 van quedar en minoria. La municipalitat es va formar al final del segle xix.